# Äolische Versmaße
Äolische Versmaße sind Versformen der antiken Metrik (Versbau), die im aiolischen Griechisch silbenzählend sind, das heißt, sie haben eine feste Silbenzahl und es kann nicht wie sonst oft eine Länge in zwei Kürzen aufgelöst oder zwei Kürzen zu einer Länge zusammengezogen werden. 
Typisch ist die sogenannte äolische Basis, das heißt, dass bei den ersten beiden Silben jede Kombination von Kürze und Länge möglich ist (——, —◡, ◡— oder ◡◡). In metrischer Notation wird die äolische Basis durch ○○ wiedergegeben.
Bekannte Beispiele sind (in Klammer Abkürzung und Silbenzahl):
- Adoneus (ad, 5)
- Alkäischer Vers (alc)
- Archilochius minor (ar, 7)
- Asklepiadeischer Vers (as)
- Glykoneus (gl, 8)
- Phaläkischer Vers (phal, 11)
- Pherekrateus (pher, 7)
- Priapeus (pr, 15)
- Sapphischer Vers (sa)
- Wilamowitzianus (wil, 8)

Äolische Versmaße wurden zuerst in der sapphischen und der alkäischen Strophe verwendet, in der römischen Literatur von Catull, den Elegikern und in den Oden des Horaz.
Früher wurden die äolischen Versmaße auch als logaödisch bezeichnet, da sie eine Mittelstellung zwischen Prosa (gr. logos „Rede“) und Vers (gr. aiode „Gesang“) einzunehmen schienen. Man dachte sie sich als aus Daktylen und Trochäen zusammengesetzt, beispielsweise den 2. Glykoneus
◡◡—◡◡—◡◡
katalektisch aus einem Daktylus und drei Trochäen:
—◡ˌ—◡◡ˌ—◡ˌ—.